# Läderhud

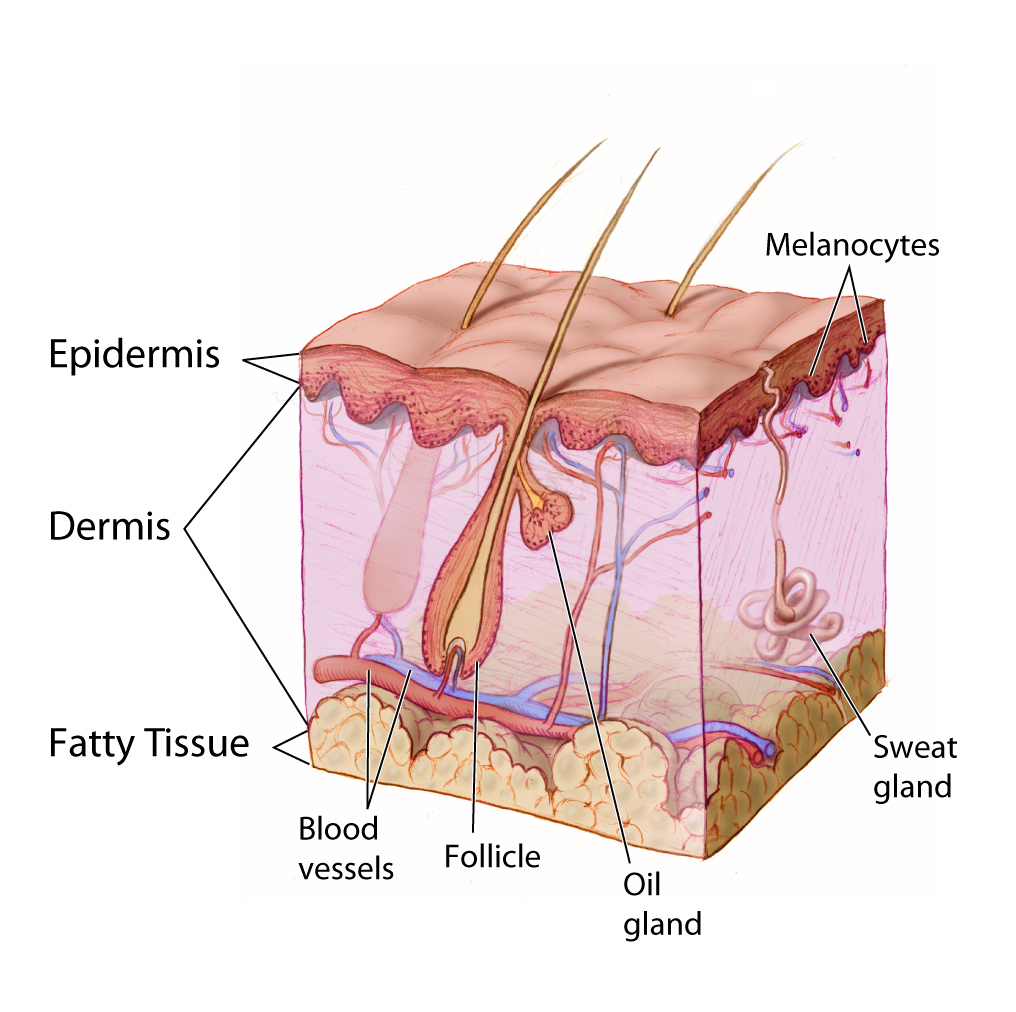
Genomskärning av huden, läderhuden är märkt "Dermis"

Läderhuden (latin: dermis, även engelska: corium) är den mellersta av hudens tre huvudskikt. Den är en bindväv som är rik på både kollagen, som gör väven hållfast, och elastin som gör huden slät, stram och elastisk. Den är 0,5–3 mm tjock, och tjockast är den på ryggen. När man blir äldre, eller om man solar mycket, minskar och förstörs de elastiska fibrerna vilket kan leda till att huden ser rynkig ut och åldras fortare. Läderhuden är även rik på blodkärl som för bort avfallsämnen, och tillsätter syre. Dessa blodkärl är också viktiga för att vi ska kunna hålla en jämn kroppstemperatur; blodkärlen kan dra ihop sig och utvidga sig så att olika mycket blod passerar igenom dem. Om blodkärlen är utvidgade och transporterar mycket blod blir huden varm och mer värme lämnar den, och om blodkärlen drar ihop sig och transporterar lite blod blir huden inte lika varm och kan därför inte lämna ifrån sig lika mycket värme. Gränsen mellan överhuden och läderhuden är vågformad för att göra huden stabilare och undvika att den dras loss om man gnider huden mot något.

## Läderhudens skikt
Läderhuden kan histologiskt delas in i två skikt, så kallade strata: det papillära skiktet som gränsar till överhuden, och det tjockare retikulära skiktet som gränsar till underhuden.

### Det papillära skiktet
Det översta skiktet, som gränsar till överhudens tillväxtlager, är det papillära skiktet (stratum papillare). Det är rikt på kapillärnät, nervändorgan (för känselsinnet, såsom tryck, temperatur och smärta) och elastisk bindväv. Det papillära skiktet innehåller papiller som delvis tränger in i överhuden, och på så vis hjälper till att hålla fast den. På de ställen som man har tjockare hud (till exempel fotsulor och handflator) är papillerna större och bildar därmed små "förhöjningar" i överhuden, vilket resulterar i fingeravtryck. I papillerna finns det även känselkroppar. Det papillära skiktet innehåller mastceller och makrofager, som deltar i kroppens immunförsvar.

### Det retikulära skiktet
Det retikulära skiktet (stratum reticulare) ligger underst och innehåller svettkörtlar, hårfolliklar, små blodkärl och nervbanor.